# Mon ami Red Lover
Mon ami Red Lover est la dix-huitième histoire de la série Jerry Spring de Jijé. Elle est publiée pour la première fois du no 1365 au no 1377 du journal Spirou. Puis est publiée dans l'album Mon ami Red en 1965.